# Giulio Anselmi
Giulio Enrico Anselmi (Valbrevenna, 27 febbraio 1945) è un giornalista italiano.
È presidente dell'agenzia di stampa ANSA dal 2009.
È stato anche presidente dal 2011 al 2014 della Federazione Italiana Editori Giornali (FIEG).

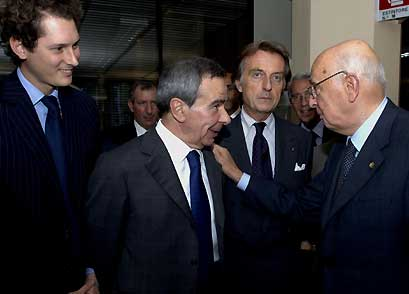
Giulio Anselmi durante la visita di Giorgio Napolitano a Torino, nella sede de La Stampa, con John Elkann e Luca Cordero di Montezemolo, 25 ottobre 2006

## Biografia
Laureato in giurisprudenza all'Università degli Studi di Genova, ha incominciato ad interessarsi al giornalismo da studente, collaborando al Corriere Mercantile. Dopo il conseguimento della laurea, per un breve periodo esercita la pratica forense, e dopo due anni inizia a collaborare con il Corriere Mercantile, per passare, nel 1969 a Stampa Sera e successivamente a La Stampa. La sua carriera di inviato speciale è iniziata nel settimanale Panorama.
Dal 1977 al 1984 ha lavorato a Il Secolo XIX; in seguito è stato direttore del settimanale Il Mondo (1986). Nel 1987 è passato al Corriere della Sera come vicedirettore. Promosso condirettore nel 1992, nel novembre 1993 è nominato direttore responsabile de Il Messaggero, dove rimane fino al giugno 1996.
Dopo un breve periodo in cui è editorialista del Corriere della Sera, dal 1997 al 1999 è direttore responsabile dell'ANSA.
È direttore del L'Espresso dal 1999 al 2002, in seguito rimane editorialista del quotidiano del Gruppo Editoriale L'Espresso, la Repubblica.
È stato consulente della trasmissione televisiva di Rai 3 Ballarò.
Dal 2005 al 2009 è direttore de La Stampa di Torino. Il 2 dicembre 2008 è oggetto di una dichiarazione del Presidente del Consiglio dei ministri della Repubblica Italiana Silvio Berlusconi, che durante una visita in Albania, a Tirana, attacca il Corriere della Sera e La Stampa, aggiungendo: «certi direttori cambino mestiere».
Il 22 aprile 2009 lascia la direzione de La Stampa per assumere la presidenza dell'ANSA. Al suo posto, alla guida del quotidiano torinese, arriva Mario Calabresi. Nel 2012 è confermato presidente dell'Ansa ed assume anche la presidenza della Fieg.
Dal 2010 al 2015 è docente a contratto insieme a Eugenia Romanelli di Teoria e tecniche del giornalismo presso l'Università LUISS Guido Carli.

## Vita privata
Il giornalista, sposato, è padre di due figli.

## Riconoscimenti
- Premio Letterario città di Palmi, 2009;